# Кукса В'ячеслав Валентинович
Вячесла́в Валенти́нович Ку́кса — полковник Збройних сил України, учасник російсько-української війни.

## Нагороди
- Орден «За мужність» III ступеня (27 червня 2015) — за особисту мужність і героїзм, виявлені у захисті державного суверенітету та територіальної цілісності України, вірність військовій присязі.
- Почесний нагрудний знак начальника Генерального штабу — Головнокомандувача Збройних Сил України «За досягнення у військовій службі» ІІ ступеня (21 березня 2018) — за сумлінне виконання службових обов'язків, вагомий внесок у сприянні впровадження служби у військовому резерві Збройних Сил України та підтримку обороноздатності держави під час проходження зборів резервістів.